# Асланов Олег Кирилович
Олег Кирилович Асланов (16 квітня 1945, місто Ворошиловград, тепер Луганськ — ?) — радянський діяч, слюсар-ремонтник виробничо-торгового взуттєвого об'єднання «Лугань» міста Луганська. Член ЦК КПРС у 1990—1991 роках.

## Життєпис
У 1964 році закінчив школу фабрично-заводського учнівства при взуттєвій фабриці міста Луганська.
У 1964—1966 роках — робітник взуттєвої фабрики міста Луганська.
З 1966 по 1968 рік служив у Радянській армії.
У 1968—1975 роках — робітник цеху № 10 виробничого об'єднання взуттєвих підприємств міста Луганська (Ворошиловграда).
Член КПРС з 1969 року.
З 1975 року — слюсар-ремонтник виробничо-торгового взуттєвого об'єднання «Лугань» міста Ворошиловграда (Луганська).
У 1987 році закінчив середню школу робітничої молоді в місті Ворошиловграді.
Подальша доля невідома.